# Banat (ort i Indien)
Banat är en ort i Indien.   Den ligger i distriktet Muzaffarnagar och delstaten Uttar Pradesh, i den norra delen av landet, 90 km norr om huvudstaden New Delhi. Banat ligger 246 meter över havet och antalet invånare är 21 580.
Terrängen runt Banat är mycket platt. Runt Banat är det mycket tätbefolkat, med 1 095 invånare per kvadratkilometer. Närmaste större samhälle är Shamli, 4,6 km väster om Banat. Trakten runt Banat består till största delen av jordbruksmark.